# Whisky zbożowa
Whisky zbożowa (grain whisky) to whisky wyprodukowana z mieszanki zbóż takich jak pszenica i kukurydza, nie z jęczmienia. Whisky wyprodukowana tylko z jęczmienia zwana jest whisky słodowa (malt whisky). Takie nazewnictwo może powodować zamieszanie ponieważ obydwa rodzaje whisky: malt i grain wytwarzane są ze słodu.) Termin ten jest używany w odniesieniu głównie do whisky szkockiej.
W Szkocji, czysta whisky zbożowa rozlewana jest rzadko, jest za to głównym składnikiem whisky mieszanej (blended). Ich względna lekkość używana jest by złagodzić, często surowy charakter whisky słodowej. Okazjonalnie, długo leżakujące grain whiskies wypuszczane są jako "single grain whisky". Najlepsze z nich są niemalże nierozróżnialne w smaku od najznamienitszych single malts whiskies.